# Gustav Weißkopf
Pour les articles homonymes, voir Whitehead.
Gustav Weißkopf (né le 1er janvier 1874 à Leutershausen en Bavière, mort le 10 octobre 1927 à Bridgeport dans le Connecticut), est un pionnier américain de l'aviation d'origine allemande.
Gustav Weißkopf émigre aux États-Unis en 1893 et transforme son nom en Gustave Whitehead. Entre 1897 et 1915, il a conçu des planeurs, des machines volantes et des moteurs, après quoi il entra dans un relatif anonymat.
Depuis les années 1980, des amateurs d'aviation reproduisent des « Whitehead N°21 » à partir des plans qu'il a laissés, et ont réussi à en faire voler (en utilisant des moteurs et des hélices modernes).
On n'a jamais trouvé de photographie d'un vol réussi de Whitehead. En 2013, l'historien John Brown déclare en avoir trouvé une montrant une machine de Whitehead réalisant un vol motorisé. Peu après, l'historienne Carroll Gray démontre que la photographie représente un planeur California de John Joseph Montgomery en 1905, écartant l'hypothèse de Brown.
Quelques auteurs avancent que Whitehead a réussi à effectuer un vol motorisé, le 14 août 1901. Cette thèse repose sur des articles de presse de 1901, et sur des témoignages recueillis en 1937 par une journaliste, Stella Randolph. Que les coupures de presse reprennent vraisemblablement toutes un même article du Bridgeport Herald du 18 août 1901, et que les témoignages recueillis par Randolph l'ont été au minimum trente-cinq ans après les faits présumés, rend la thèse difficile à établir.
Si le vol du 14 août 1901 était prouvé, cela ferait de Whitehead le premier homme à avoir réussi un vol motorisé et contrôlé. Ce vol prendrait la place de celui des frères Wright du 17 décembre 1903, que la plupart des historiens de l'aéronautique jugent suffisamment vraisemblable et reconnaissent aujourd'hui comme le premier du genre.
En 1978, un pamphlet publié en Allemagne affirme que Weißkopf/Whitehead a été victime d'une cabale d'Orville Wright et de la Smithsonian Institution pour empêcher le monde de la recherche de reconnaître son apport à l'histoire de l'aviation, et l'antériorité de ses vols par rapport à ceux des Wright. Un des auteurs, William O'Dwyer, présente une convention passée entre les Wright et l'Institution en 1948 comme le verrou à faire sauter pour entraîner la reconnaissance de Whitehead. La Smithsonian Institution a continuellement répondu que la véracité des vols de Whitehead n'était pas suffisamment étayée, et qu'en cas de preuves, l'accord en question n'empêcherait pas de les reconnaître.

## Le vol présumé du 14 août 1901

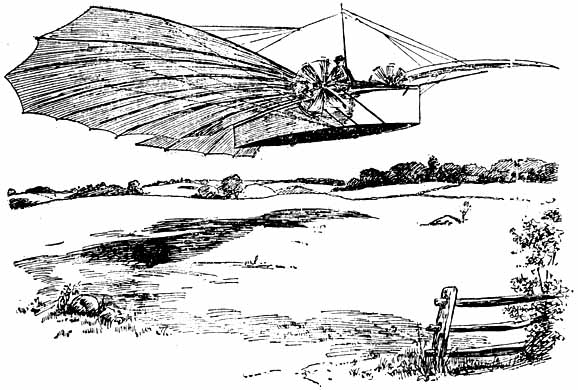
Dessin du supposé premier vol en août 1901, sur la page 5 du Bridgeport Herald du 18 août 1901.

Les premières mentions de ce vol sont un article de presse écrit comme un reportage, paru dans le Bridgeport Herald du 18 août 1901. Il est fait état d'un vol motorisé qui aurait été réalisé avec succès dans le Connecticut le 14 août 1901. L'article anonyme est accompagné d'un dessin qui représente l'engin en vol. Les propos de l'article de l’Herald sont repris au fil du mois d'août par le New York Herald, le Boston Transcript et le Washington Times, puis par de nombreux articles aux États-Unis les mois suivants.
Trois décennies plus tard, la journaliste américaine Stella Randolph prend connaissance de ces nombreux articles. Elle cherche des témoins pour établir que Whitehead a réalisé des vols motorisés dès 1901, et rassemble onze affidavit (déclarations sous serment). Elle les fait paraître en 1937 dans Lost Flights of Gustave Whitehead.
En 1945, Joseph Nathan Kane, animateur de l'émission radiophonique "Famous Firsts", interviewe Charles Whitehead en tant que fils du premier homme à avoir volé. L'idée que Gustave Whitehead fut le premier à voler est alors reprise dans des articles du magazine Liberty et du Reader's Digest, au large lectorat. Face à l'ampleur que prend la rumeur, Orville Wright écrit une déclaration où il s'emploie à démontrer que les exploits présumés de Whitehead ne sont pas vraisemblables. Intitulée "The Mythical Whitehead Flight" (« le mythe du vol de Whitehead »), elle paraît en août 1945 dans le mensuel US Air Services.

## Galerie

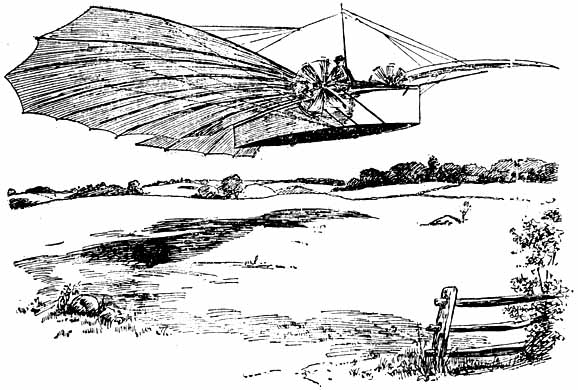
Dessin du supposé premier vol en août 1901
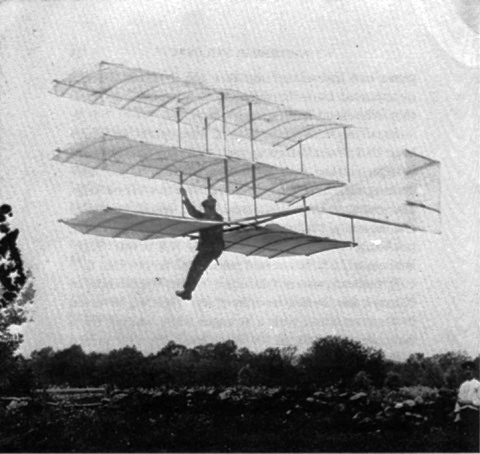
Weißkopf dans son planeur (1903 ou 1904)
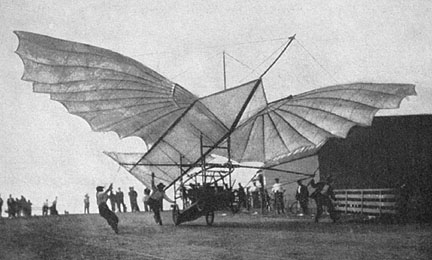
L'Albatros (vers 1905)

## Honneur
L'astéroïde (63498) Whitehead est nommé en son honneur.

## Sources
- (de) Cet article est partiellement ou en totalité issu de l’article de Wikipédia en allemand intitulé « Gustav Weißkopf » (voir la liste des auteurs).